# Hainault (stacja metra)
Hainault – stacja londyńskiego metra położona w północno-wschodniej części miasta, na trasie Central Line pomiędzy stacjami Fairlop a Grange Hill. Znajduje się w dzielnicy Hainault w gminie London Borough of Redbridge, w czwartej strefie biletowej.

## Historia
Stacja została otwarta 1 maja 1903 roku jako część Great Eastern Railway i została zaprojektowana celem stymulacji wzrostu rejonów podmiejskich, jednak w 1908 roku została zamknięta ze względu na niewielką liczbę pasażerów. Jej ponowne otwarcie nastąpiło 2 marca 1930 roku. W międzyczasie Great Eastern Railway połączyły się z innymi przedsiębiorstwami kolejowymi tworząc London & North Eastern Railway. W wyniku "New Works Programme" w latach 1935-1904, stacja została włączona w sieć Central Line, jednak prace nad jej przebudową zostały wstrzymane z powodu wybuchu II wojny światowej. Działalność stacji ostatecznie została wznowiona w 1946 roku.
W 1947 roku ostatecznie zawieszono przewozy pociągami parowymi z Hainault, w ich miejsce 31 maja 1948 roku pojawiły się elektryczne pociągi metra Central Line.

## Połączenia
Stacja obsługiwana jest przez autobusy linii 150, 247 i N8.

## Galeria

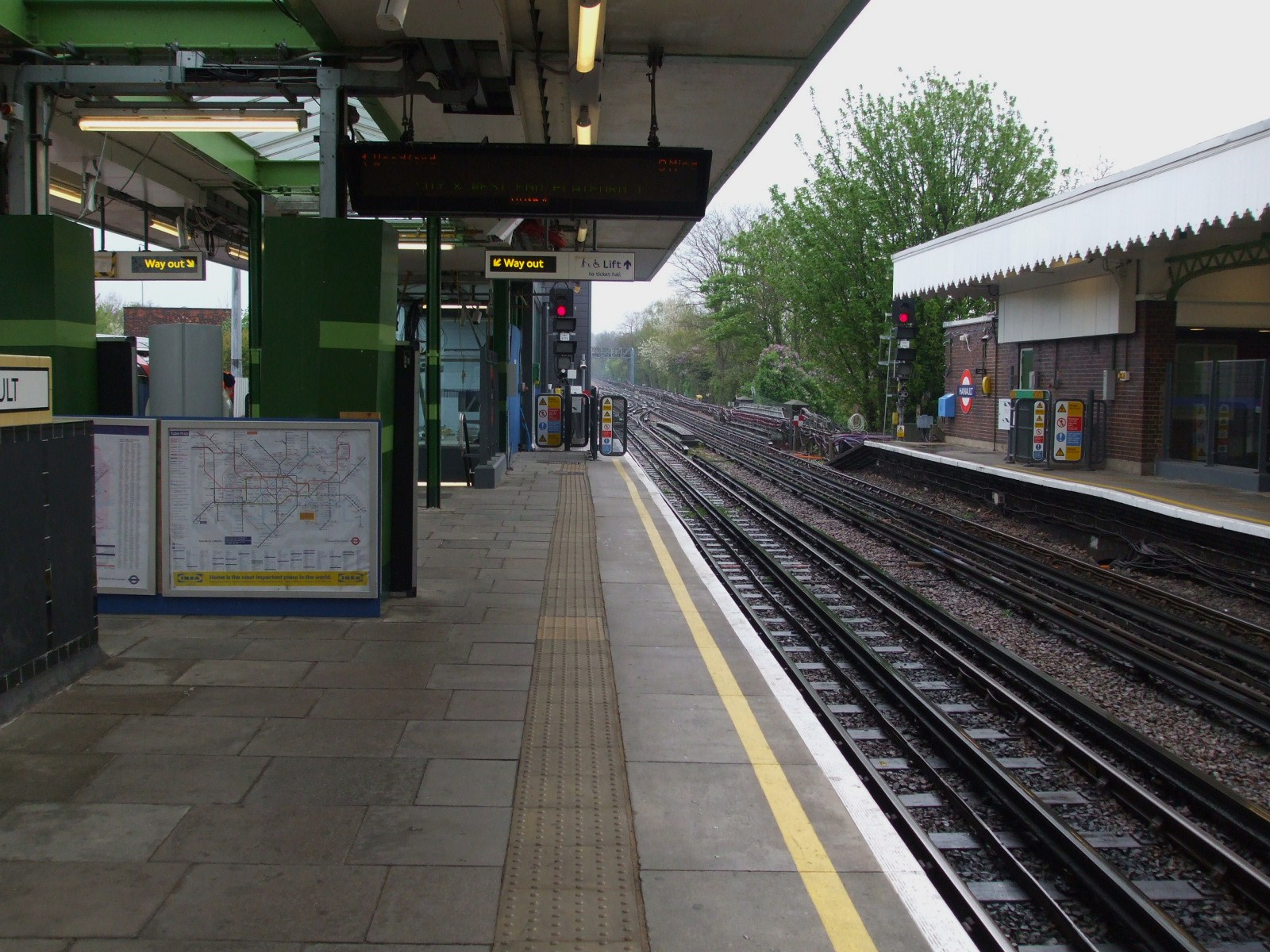
Platforma stacji Hainault
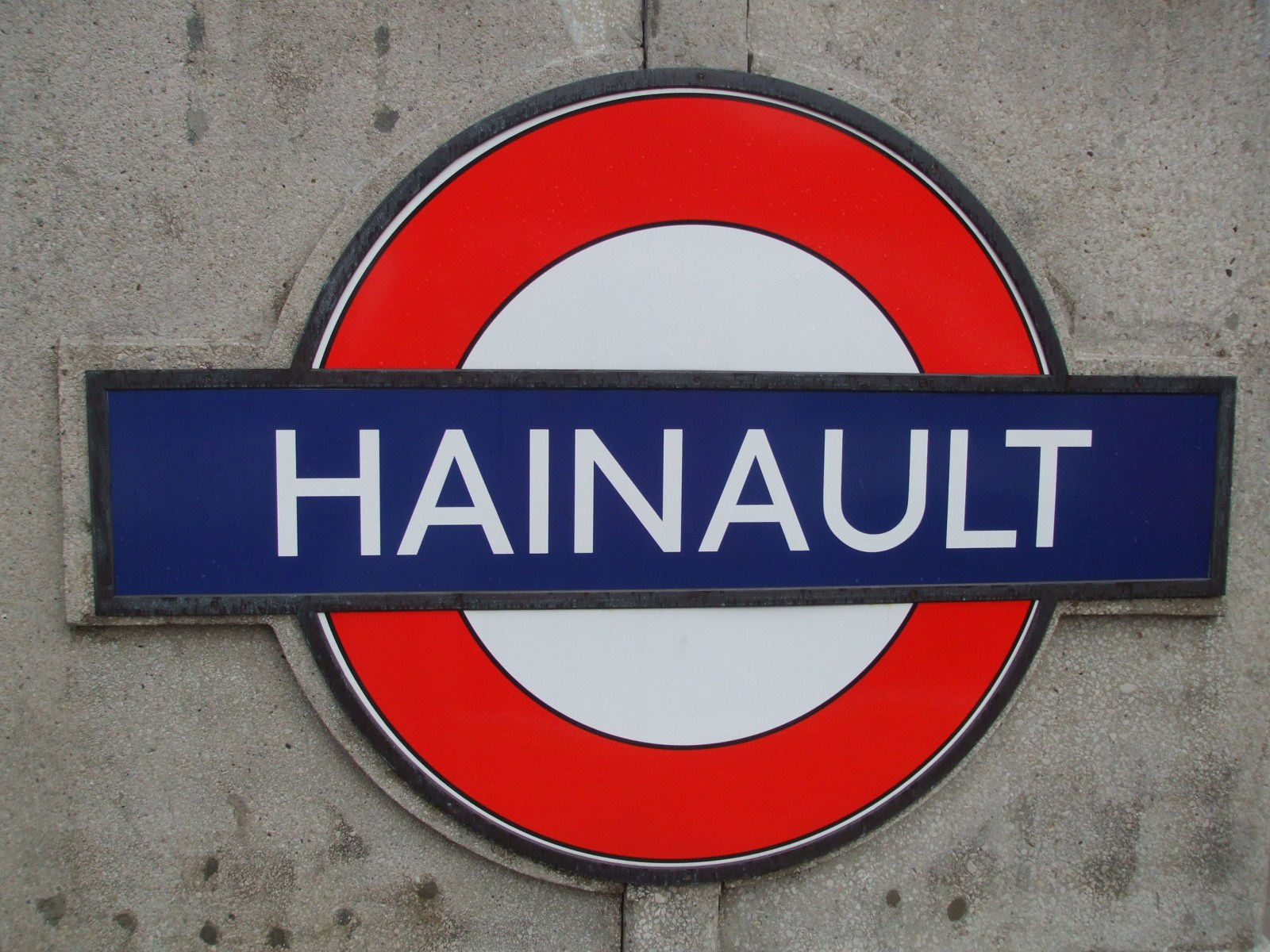
Symbol stacji